# Афективна конгруенција
Афективна конгруенција је осећање које је конзистентно са онима које већина људи има о истој ствари. Нпр. социјални радник може бити емотивно потресен када види злостављано дете, и тада има афективну реакцију сличну већини људи.